# Niğde (province)
La province de Niğde est une des 81 provinces (en turc : il au singulier et iller au pluriel) de la Turquie.
Sa préfecture (en turc : valiliği) se trouve dans la ville éponyme de Niğde.

## Géographie
Sa superficie est de 7 312 km2.

## Population
Au recensement de 2000, la province était peuplée d'environ 348 081 habitants, soit une densité de population d'environ 47 hab./km2.
| 2000    | 2001    | 2002    | 2003    | 2004    | 2005    | 2006    | 2007    | 2008    |
| ------- | ------- | ------- | ------- | ------- | ------- | ------- | ------- | ------- |
| 321 330 | 323 181 | 324 600 | 325 894 | 327 302 | 328 786 | 330 295 | 331 677 | 338 447 |

| 2009    | 2010    | 2011    | 2012    | 2013    | 2014    | 2015    | 2016    | 2017    |
| ------- | ------- | ------- | ------- | ------- | ------- | ------- | ------- | ------- |
| 339 921 | 337 931 | 337 553 | 340 270 | 343 658 | 343 898 | 346 114 | 351 468 | 352 727 |

| 2018    | 2019    | 2020    | 2021    | 2022    | 2023    | - | - | - |
| ------- | ------- | ------- | ------- | ------- | ------- | - | - | - |
| 364 707 | 362 861 | 362 071 | 363 725 | 365 419 | 377 080 | - | - | - |

## Administration
La province est administrée par un préfet (en turc : vali).

## Subdivisions
La province est divisée en 6 districts (en turc : ilçe, au singulier).